# Arniocera guttulosa
Arniocera guttulosa is een vlinder uit de familie venstervlekjes (Thyrididae). De wetenschappelijke naam van deze soort is voor het eerst geldig gepubliceerd in 1915 door Jordan.
De soort komt voor in tropisch Afrika.